# Полуостров Онацевича
Полуо́стров Онаце́вича — полуостров в западной части Тауйской губы (Охотское море). Разделяет Амахтонский и Мотыклейский заливы.
Назван в честь русского гидрографа М. Л. Онацевича. Входит в состав Ольского района Магаданской области.